# John Boyd Orr
John Boyd OrrCH, DSO, MC, FRS, škotski učitelj, zdravnik, biolog in politik, nobelovec, * 23. september 1880, Kilmaurs, Škotska, Združeno kraljestvo, † 25. junij 1971, Brechin. 
Imenovan 1. baron Boyd Orr.
Nobelovo nagrado za mir je prejel v čast znanstvene raziskave prehrane in njegovega dela kot prvega Generalnega direktorja Združenih Narodov v Organizaciji za prehrano in kmetijstvo (FAO). Bil je soustanovitelj in prvi predsednik, od leta 1960 do 1971, Svetovne akademije umetnosti in znanosti (WAAS).